# Принцеса Дьо Ламбал
Мария Тереза Луиза Савойска-Каринян, принцеса Дьо Ламбал (на френски: Marie-Louise-Thérèse de Savoie, princesse de Lamballe; * 8 септември 1749, Торино, Сардинско кралство; † 3 септември 1792, Париж), наречена Мадмоазел Дьо Каринян (Mademoiselle de Carignan) или Мадам Дьо Ламбал (Madame de Lamballe), е френско-италианска аристократка, придворна дама и фаворитка на френската кралица Мария-Антоанета.

## Произход
Тя е дъщеря на Лудвиг Виктор Савойски-Каринян (* 1721, † 1778), 4-ти принц на Кариняно, и на съпругата му Кристина-Хенриета фон Хесен-Райнфелс-Ротенбург (* 1717, † 1778), германска принцеса.
Нейни дядо и баба по бащина линия са Виктор Амадей Савойски-Каринян и Мария Виктория Франческа Савойска, а по майчина – ландграф Ернст-Леополд фон Хесен-Ротенбург и Елеонора Мария фон Льовенщайн-Вертхайм-Рошфор.
Има трима братя и пет сестри:
- Карлота Мария Луиза (* 1742, † 1794), неомъжена
- Виктор Амадей II (* 1743, † 1780), 5-и принц на Кариняно, съпруг на Жозефина Лотарингска-Арманяк
- Леополдина Мария (* 1744, † 1807), принцеса на Мелфи като съпруга на Андреа Дория Ланди Памфили и родоначалничка на множество големи благороднически италиански семейства.
- Поликсена Тереза (* 1746, † 1762), неомъжена
- Габриела (* 1748, † 1828), принцеса на Лобковиц като съпруга на Фердинанд Филип фон Лобковиц, от когото произхожда Дом Лобковиц
- Томас Маврикий (* 1751, † 1753)
- Евгений Иларион (* 1753, † 1785), родоначалник на кадетския клон Савоя-Вилафранка, съпруг на Елизабета Магон-Боасгорен
- Катерина Мария Луиза Франциска (* 1762, 1823), принцеса на Палиано като съпруга на дон Филипо III Колона.

## Живот

### Ранни години
За детството ѝ не се знае много.
На 31 януари 1762 се омъжва за Луи-Александър, принц Дьо Ламбал, който е правнук на крал Луи XIV от негов незаконен син. Той обаче умира през 1768 г., оставяйки на 19-годишната си вдовица огромно наследство, което я превръща в една от най-богатите жени на Франция.

### Придворна дама
Принцеса Дьо Ламбал се сприятелява с Мария-Антоанета малко след сватбата ѝ с бъдещия френски крал Луи XVI. По-късно кралицата назначава мадам Дьо Ламбал за „интендантка на домакинството“ – най-високата позиция, до която може да се издигне една придворна дама във френския кралски двор. Това ѝ осигурява доминираща роля във висшето общество на Париж, както и завистта и омразата на другите аристократи. През 1775 г. мястото на принцеса Дьо Ламбал в сърцето на кралицата е заето от херцогиня Дьо Полиняк.
В антимонархическата пропаганда по това време Дьо Ламбал е често срещан образ в порнографските памфлети и карикатури, в които принцесата е изобразявана като любовница на Мария-Антоанета. Всъщност принцеса Дьо Ламбал е доста скромна, а частният ѝ живот никога не дава повод за клюки в дворцовото общество на Версай.

### Френска революция
След началото на Френската революция принцеса Дьо Ламбал не емигрира от Франция, както правят много аристократи от онова време, а остава неотлъчно при кралицата. Тя придружава кралското семейство по време на насилственото му преместване от Версай в двореца Тюйлери през 1789 г. В Париж салонът на мадам Дьо Ламбал става място за срещи на Мария-Антоанета с депутати от Учредителното събрание, много от които кралицата се опитва да спечели за каузата на Бурбонската монархия.
През 1791 г., след едно посещение във Великобритания, където търси подкрепа за кралското семейство срещу Революцията, принцеса Дьо Ламбал съставя своето завещание заради постоянната опасност, която тя чувства за живота си след завръщането си в Париж, където въпреки всичко остава вярна на кралицата. Принцеса Дьо Ламбал се завръща в Тюйлери, където служи на Мария-Антоанета до въстанието от 10 август 1792 г., когато кралското семейство е затворено в Тампл.

### Убийство
На 19 август принцеса Дьо Ламбал и кралската гувернантка, маркиза Дьо Турзел, са отделени от кралското семейство и са преместени в затвора Ла Форс. Там тя е изправена пред извънреден наказателен трибунал, който настоява принцеса Дьо Ламбал тържествено да се закълне във вечна омраза към френската монархия. Мадам Дьо Ламбал отказва да го направи и скоро след това е брутално убита.
Според някои сведения преди да бъде убита, принцесата е изнасилена, след което гърдите ѝ са отрязани, а крайниците ѝ – осакатени. Повечето сведения обаче са категорични, че главата на Дьо Ламбал е отрязана и отнесена в едно близко кафене, където посетителите са заставени да пият в чест на смъртта на принцесата. Гаврите над останките на принцеса Дьо Ламбал обаче не спират дотук. Главата ѝ е отнесена на фризьор, който трябвало да възвърне обичайния вид на косата ѝ, така че главата на принцесата да бъде лесно разпознаваема. След това главата ѝ е набучена на копие и е поставена под прозореца на килията на Мария-Антоанета.
Обезумялата тълпа призовавала кралицата да излезе и да целуне по устните своята стара приятелка, като по този начин се намеквало за хомосексуалните отношения, които пропагандата им приписвала. Главата на Дьо Ламбал не била внесена в сградата, но стражите на кралицата принудили Мария-Антоанета да гледа през прозореца, пред който тълпата поставила главата на приятелката ѝ. При вида на гледката кралицата веднага загубила съзнание. Петима граждани занесли трупа на принцеса Дьо Ламбал (без главата ѝ) на местните власти, но роялисти свидетелстват, че тялото на принцесата е оставено на улицата един ден. Най-накрая съкрушеният свекър на принцеса Дьо Ламбал успява да получи останките ѝ и ги погребва във фамилната гробница на семейство Дьо Ламбал в Дю. Мадам Тюсо получава поръчка да изработи погребална маска на принцесата.